# Methyllithium
Methyllithium, vaak afgekort tot MeLi, is een organolithiumreagens met de empirische formule CH3Li. Deze s-blok organometaalverbinding heeft zowel in oplossing als in vaste vorm een oligomere structuur. Deze zeer reactieve verbinding, die altijd in etherische oplossingen gebruikt wordt, wordt zowel in de organische als de anorganische chemie als reagens toegepast. Wordt methyllithium gebruikt, dan moet dat altijd in een watervrije omgeving gebeuren, omdat de verbinding ook met sporen water al ontleedt. Zuurstof en koolstofdioxide zijn ook niet verenigbaar met MeLi. Methyllithium wordt in het laboratorium meestal niet gemaakt, maar als oplossing in diverse ethers bekomen van bedrijven.

## Synthese
In de directe synthese laat men methylbromide in di-ethylether reageren met een suspensie van lithium.
{\displaystyle {\ce {2 Li + MeBr -> LiMe + LiBr}}}
Het lithiumbromide vormt een complex met het methyllithium. Dit complex vormt het leeuwendeel van het commercieel aangeboden MeLi. Halogeenvrij MeLi wordt op basis van chloormethaan gemaakt. Lithiumchloride slaat neer uit di-ethylether. Het filtraat bestaat uit een tamelijk zuivere MeLi-oplossing.

## Reactiviteit
Methyllithium is zowel een sterke base als een goed nucleofiel ten gevolge van de partiële negatieve lading op koolstof. MeLi is daardoor zeer reactief zowel ten aanzien van protonen als positieve plekken in een molecuul. In tegenstelling tot n-butyllithium, reageert MeLi bij kamertemperatuur slechts langzaam met THF en oplossingen van MeLi in ether zijn onbeperkt stabiel. Met water en alcoholen volgt een heftige reactie. De meeste reacties met MeLi worden uitgevoerd bij temperaturen die ruim onder 0 °C liggen. Hoewel MeLi weleens gebruikt wordt als sterke base, wordt voor dat doel meestal gebruikgemaakt van n-butyllithium dat zowel goedkoper als reactiever is.
Methyllithium wordt voornamelijk toegepast als synthon: het synthetische equivalent van een methyl-anion. Zo worden ketonen bijvoorbeeld tot tertiaire alcoholen gereduceerd in een tweestaps proces:
{\displaystyle {\ce {Ph2CO + MeLi -> Ph2C(Me)OLi}}}
{\displaystyle {\ce {Ph2C(Me)OLi + H+ -> Ph2C(Me)OH + Li+}}}
De halogeniden van niet-metalen worden omgezet in de methylderivaten met methyllithium:
{\displaystyle {\ce {PCl3 + 3 MeLi -> PMe3 + 3 LiCl}}}
Voor deze omzetting wordt meestal gebruikgemaakt van de Grignard reagentia, de methylmagnesiumhalogeniden. Deze reagensgroep is net zo effectief voor de omzetting, maar goedkoper en makkelijker te maken op het moment en de plaats waar ze nodig zijn.
Met koolstofdioxide vormt MeLi Lithiumacetaat:
{\displaystyle {\ce {CH3Li + CO2 -> CH3CO2-Li+}}}
De methylverbindingen van overgangsmetalen worden gesynthetiseerd door de reactie van de overeenkomstige halogeniden met MeLi. Daarin zijn vooral de organokoperverbindingen belangrijk, de (Gilman reagentia), waarvan Lithium dimethylkoper de belangrijkste vertegenwoordiger is. Nucleofiele reacties op epoxiden, alkylhalides and alkylsulfonaten, α,β-onverzadigde carbonylverbindingen door het methyl-anion. Ook van veel andere overgangsmetalen zijn dergelijke verbindingen bereid.
{\displaystyle {\ce {ZrCl4 + 6 MeLi -> Li2ZrMe6 + 4 LiCl}}}

## Structuur
Via Röntgendiffractie aan eenkristallen en 6Li, 7Li en 13C NMR spectroscopy zijn twee verschillende structuren voor MeLi vastgesteld.

### Tetrameer (MeLi)4
Het tetramere cluster bestaat uit een vervormd cubaan, met de koolstof- en lithium-atomen op alternerende hoekpunten. De Li---Li afstand bedraagt 268 pm, vrijwel gelijk aan de afstand in gasvormig dilithium. De koolstof-lithium-afstand is 231 pm. Elk koolstofatoom is gebonden aan drie waterstofatomen en aan drie lithium-atomen. Het ontbreken van vluchtigheid en de lage oplosbaarheid van (MeLi)4 in alkanen is vervolgens toe te schrijven aan interacties tussen clusters. In t-Butyllithium treedt de clustervorming tot (tBuLi)4 wel op, maar worden de intercluster-interacties door sterische hindering geblokkeerd. Die verbinding is dan ook wel vluchtig, en lost ook op in alkanen.
Kleurcodering: Li: blauw - C: zwart - H: wit

### Hexameer (MeLi)6
In het hexameer treden hexagonale prisma's op met opnieuw de koolstof- en lithium-atomen op alternerende hoekpunten.
Kleurcodering: Li: blauw - C: zwart - H: wit
De aggregatie-staat, de waarde van n in (MeLi)n, is afhankelijk van het oplosmiddel en de aanwezigheid van additiven (of verontreinigingen) zoals lithiumbromide. In koolwaterstof-oplosmiddelen als benzeen wordt vooral de vorming van het hexameer gezien, in oplosmiddelen uit de ether-klasse treedt het tetrameer vaker op.

## Binding in de clusters
In de clusters zijn te weinig elektronen aanwezig om rond elk koolstofatoom de octetregel toe te passen: het is onmogelijk steeds twee elektronen te gebruiken voor elke twee atomen die aan elkaar gebonden moeten worden: de clusters zijn elektron-deficient. In het hexameer zijn 48 valentie-elektronen beschikbaar. Worden de elektronen die nodig zijn om de sterke koolstof-waterstofbindingen te vormen daar afgetrokken, dan blijven 12 elektronen over om Li-C en Li-Li bindingen te realiseren. Dat levert 6 elektronen voor 6 metaal-metaalbindingen en 6 voor elke methyl-η3 lithiuminteractie.
Op grond van infraroodspectroscopie wordt de sterkte van de koolstof-lithiumband geschat op ongeveer 240 kJ/mol.